# Caso Salyut
O Caso Salyut refere-se à série de avistamentos de OVNIs entre os dias 14 e 15 de maio de 1981, supostamente vivenciada pelos cosmonautas soviéticos Vladimir Kovalyonok e Viktor Savinykh, ambos a bordo da estação Salyut 6.
A dupla chegou à estação em 6 de março de 1981 e iriam ficar lá por cerca de 75 dias. Em 14 de março, Vladimir notou um objeto redondo aparecendo a cerca de um quilômetro, enquanto realizava experimentos científicos. Ele alertou Viktor e ambos observaram o objeto, enquanto Vladimir filmava a nave por cerca de 45 minutos. O objeto teria cerca de 8 metros, metade do tamanho da Salyut 6. Pelo resto do dia, o OVNI permaneceu naquela posição. No próximo dia cósmico, a nave estava a apenas 100 metros da estação, e os cosmonautas a observaram mais detalhadamente: não havia sinais de propulsores ou algo que pudesse mover a nave. Ela tinha 24 janelas, divididas em três níveis. Eles podiam ver três figuras humanóides, que usavam capacetes, mas ainda sim era possível ver suas faces com grandes sobrancelhas, narizes retos e grandes olhos azuis, que não expressavam emoções. Nenhum dos músculos das faces pareciam se mover, mas eles se moviam normalmente, embora mecânica e artificialmente.
Os cosmonautas requisitaram permissão da Terra para tentar contato visual e físico. O primeiro foi permitido, mas o segundo, negado. Vladimir então pegou e abriu um mapa do Universo para os seres. Eles responderam e abriram um muito mais preciso e detalhado. Eles apontaram para o Sistema Solar dento da Via Láctea, e Vladimir respondeu com um sinal de "positivo". Eles responderam com o mesmo gesto, e a nave começou a se afastar e se re-aproximar da estação sem razão aparente, fazendo isso por seis vezes.
Com uma lanterna potente, Vladimir tentou se comunicar via código Morse, criando a frase "Cosmonautas soviéticos saúdam visitantes da Terra" em russo. Como os seres não respondessem, ele tentou dizer, em inglês "Vocês estão nos entendendo?", mas novamente não houve reação. Ele então tentou o código binário e sinalizou 101101. A mensagem que os seres então enviaram de volta foi não só uma resposta mas também um logaritmo com a base usada por ele.
No dia seguinte, os seres estavam flutuando fora da nave. Os cosmonautas pediram permissão para sair da estação, mas foram impedidos. No quarto dia, a nave desapareceu.
A 18 de junho, a Gosplan convocou uma reunião extraordinária com várias autoridades soviéticas, ufólogos e cosmonautas. Viktor e Vladimir também compareceram, junto com o cosmonauta da Soyuz 3 Georgi Timofeyevich Beregovoi. Vladimir mostrou o vídeo que fez do OVNI e os seres.